# Празеодимникель
Празеодимникель — бинарное неорганическое соединение
празеодима и никеля
с формулой NiPr,
кристаллы.

## Получение
- Сплавление стехиометрических количеств чистых веществ:

{\displaystyle {\mathsf {Pr+Ni\ {\xrightarrow {730^{o}C}}\ NiPr}}}

## Физические свойства
Празеодимникель образует кристаллы
ромбической сингонии,
пространственная группа C mcm,
параметры ячейки a = 0,3816 нм, b = 1,0503 нм, c = 0,4354 нм, Z = 4,
структура типа борида хрома CrB.
Соединение конгруэнтно плавится при температуре 730 °C (566 °C).